# Erecula marmorata
Erecula marmorata is een hooiwagen uit de familie Assamiidae.